# Église Saint-Martin de Bellenaves
L'église Saint-Martin est une église catholique située à Bellenaves, en France.

## Localisation
L'église est située dans le département français de l'Allier, sur la commune de Bellenaves.

## Historique
Église romane du XIIe siècle.
L'édifice est classé au titre des monuments historiques en 1911.

## Description

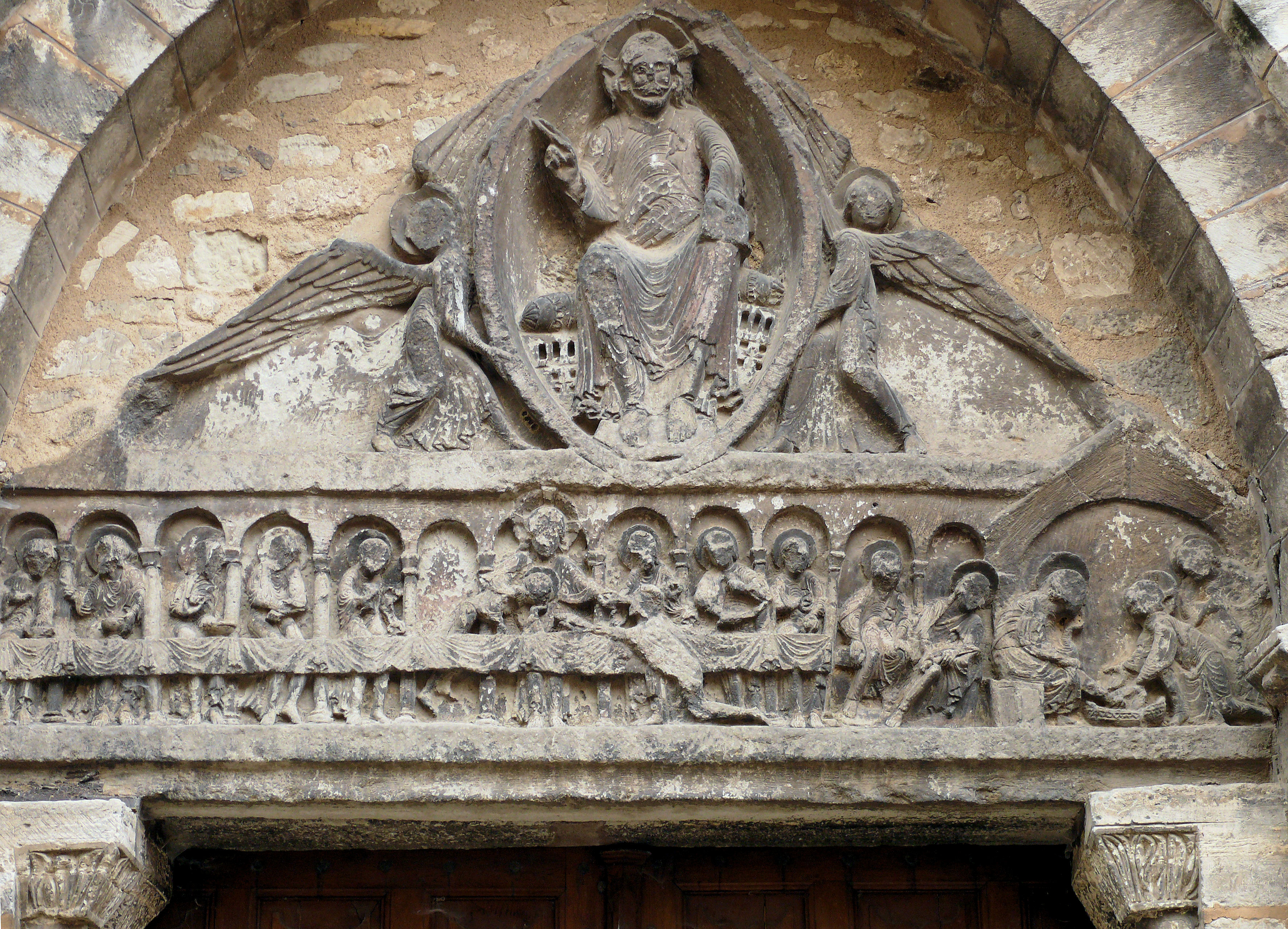
Tympan de Saint-Martin de Bellenaves.

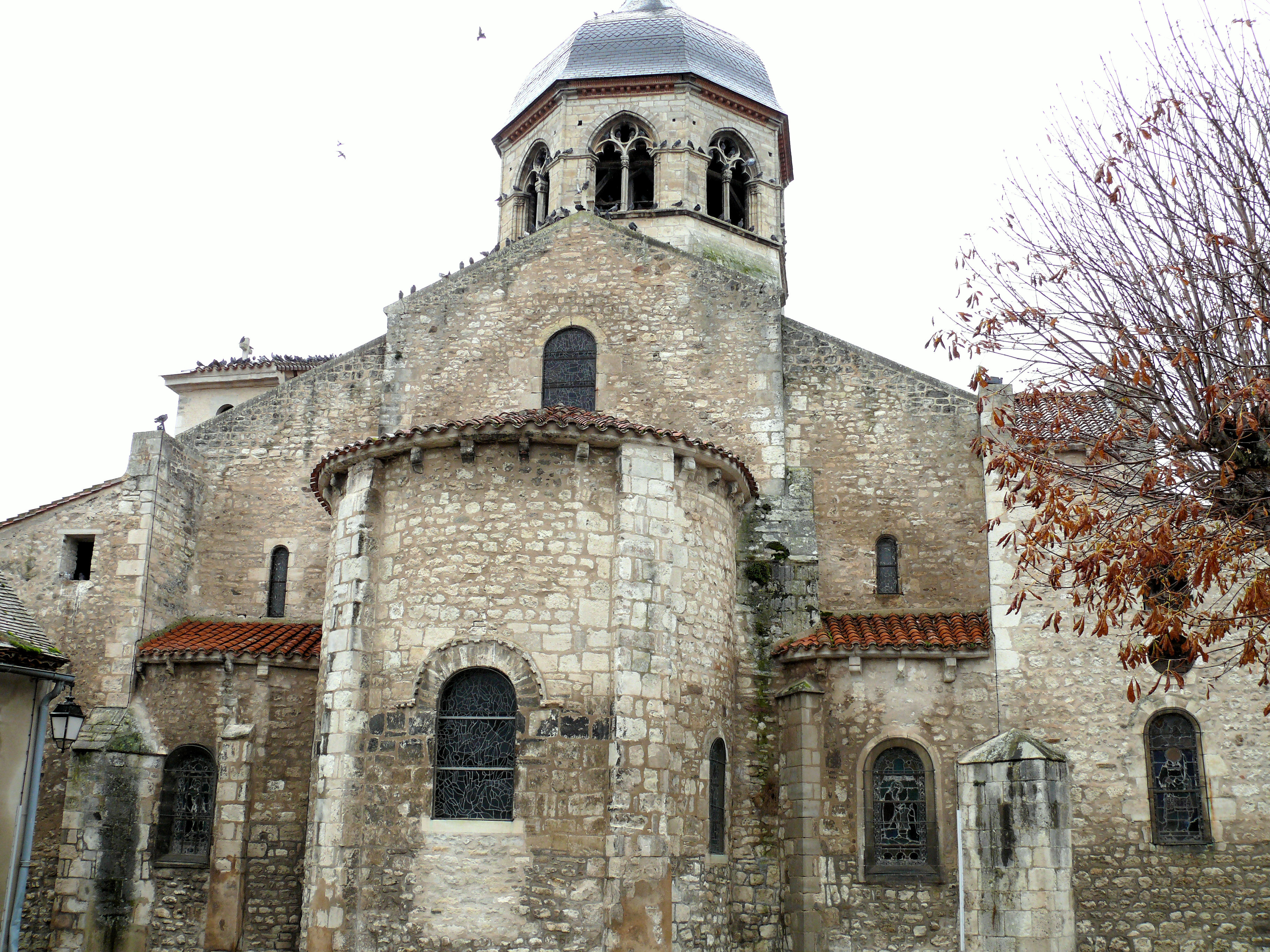
Chevet de Saint-Martin de Bellenaves.

L'église Saint-Martin est une église romane d'inspiration bourguignonne, notamment par sa façade qui présente un tympan sculpté, avec, sur le linteau, une représentation de la Cène et, à droite, du Christ lavant les pieds de saint Pierre. Chaque apôtre est placé dans une petite niche ; Jésus tend le pain à Judas.
Le clocher octogonal est gothique. L'église est éclairée par des vitraux, dont deux sont l'œuvre de François Baron-Renouard.

### Arrticles connexes
- Liste des monuments historiques de l'Allier